# Pipestone (Minnesota)
Pour les articles homonymes, voir Pipestone.
La ville américaine de Pipestone est le siège du comté de Pipestone, dans l’État du Minnesota. Lors du recensement de 2010, elle comptait 4 317 habitants.

## Source
- (en) Cet article est partiellement ou en totalité issu de l’article de Wikipédia en anglais intitulé « Pipestone, Minnesota » (voir la liste des auteurs).